# Benjamín Oltra y Martín de los Santos
Benjamín Oltra y Martín de los Santos (Aranjuez, 1946) és un sociòleg espanyol.
És doctor en Economia, especialitat de Sociologia, per la Universitat Autònoma de Barcelona. Ha sigut docent a la Complutense i l'Autònoma, i des del 1987 és Catedràtic en la Universitat d'Alacant.
Ha treballat temes d'investigació sociològica com la cultura, les civilitzacions, els sistemes socials i la teoria sociològica.